# ونگ گنگ
ونگ گنگ (انگلیسی: Wang Gang؛ زادهٔ ۱۷ فوریهٔ ۱۹۸۹) بازیکن فوتبال اهل چین است.
از باشگاه‌هایی که در آن بازی کرده‌است می‌توان به باشگاه فوتبال بنفیکا، باشگاه فوتبال بیجینگ رن، باشگاه فوتبال اسپورتینگ کوویلیا، باشگاه فوتبال شاندونگ لیونگ، و باشگاه فوتبال بیرامار اشاره کرد.
وی همچنین در تیم ملی فوتبال چین بازی کرده‌است.